# Salix chekiangensis
Salix chekiangensis là một loài thực vật có hoa trong họ Liễu. Loài này được W.C. Cheng miêu tả khoa học đầu tiên năm 1933.